# روت کونل
روث کونل (به انگلیسی: Ruth Connell) (زاده ۲۰ آوریل ۱۹۷۹ میلادی) بازیگر تئاتر، تلویزیون و فیلم و تهیه‌کننده اسکاتلندی است. او هم‌چنین درگذشته یک رقاص حرفه‌ای و طراح رقص بوده است. کونل بیشتر برای نقش روئینا در سریال سوپرنچرال  شناخته می‌شود. کونل نامزد جایزه «بهترین بازیگر زن» در جوایز برادوی‌ورد لس‌آنجلس برای بازی‌اش در فیلم «خانم عزیزم» و «کاپیتان هوک در خالی تئاتر»، و هم‌چنین نامزد جایزه برای تهیه‌کنندگی «پیتر پن: کسی که از مادران متنفر است» شده است.او همچنین در سریال وینچسترها نقش روئینا را تکرار می کند.
او در فیلم ناندور فودور و خدنگ سخنگو بازی کرده است.

## زندگی شخصی و حرفه ای
- مشارکت‌کنندگان ویکی‌پدیا. «Ruth Connell». در دانشنامهٔ ویکی‌پدیای انگلیسی، بازبینی‌شده در ۳ اسفند ۱۳۹۳.